# Qiran iraniano
Il qiran ((FA)  قران), nota anche come qerun o kran, è stato una valuta dell'Iran tra il 1825 e il 1932. Era suddiviso in 20 shahi o 1 000 dinari e aveva valore pari a un decimo di un toman. Il riyal sostituì il qiran alla pari nel 1932, sebbene fosse suddiviso in cento (nuovi) dinari. Sebbene il qiran non sia più una denominazione ufficiale della valuta iraniana, il termine viene ancora ampiamente utilizzato dalla popolazione.

## Valore
Dal 1874 al 1895 il qiran ha perso metà del proprio valore, passando da 9,6 a 4,8 pence, mantenendo poi tale valore negli anni seguenti. Nel 1930 la valuta fu agganciata alla sterlina britannica al cambio di 1 sterlina = 59,75 qiran.

## Monete
Fino al 1876 vennero coniate monete d'argento in tagli da 1/8, ¼, ½ e 1 qiran. Monete zigrinate furono introdotte nel 1876, con tagli da 12, 25, 50, 100 e 200 dinari, ¼, ½, 1, 2 e 5 qiran. Le monete d'oro e le banconote era denominate in toman.